# Championnat de Nouvelle-Zélande de football 2002
Navigation
Saison précédente Saison suivante
La saison 2002 du Championnat de Nouvelle-Zélande de football est la 33e édition du championnat de première division en Nouvelle-Zélande. Les dix meilleurs clubs du pays sont regroupés au sein d'une poule unique, la National Soccer League, où ils s'affrontent deux fois, à domicile et à l'extérieur. À l'issue de cette phase, les quatre premiers disputent la phase finale, jouée sous forme de tournoi à élimination directe tandis que le dernier de la phase régulière affronte les trois champions régionaux en barrage de promotion-relégation. 
C'est le club de Miramar Rangers AFC qui remporte le championnat après avoir battu en finale Napier City Rovers AFC. C'est le tout premier titre de champion de Nouvelle-Zélande de l'histoire du club.

## Les clubs participants
| - Waitakere City FC - University-Mount Wellington - Miramar Rangers - Central United FC - Canterbury United - Promu de championnat régional | - Manawatu United - Napier City Rovers AFC - Dunedin Technical AFC - North Shore United AFC - Promu de championnat régional - Tauranga City United AFC |

## Compétition

### Première phase
Le barème utilisé pour établir le classement est le suivant :
- Victoire : 3 points
- Match nul : 1 point
- Défaite : 0 point

| Rang | Équipe                      | Pts | J  | G  | N | P  | Bp | Bc | Diff |
| ---- | --------------------------- | --- | -- | -- | - | -- | -- | -- | ---- |
| 1    | Napier City Rovers AFC (C)  | 42  | 18 | 13 | 3 | 2  | 50 | 27 | +23  |
| 2    | Miramar Rangers AFC         | 37  | 18 | 11 | 4 | 3  | 51 | 22 | +29  |
| 3    | North Shore United AFC (P)  | 37  | 18 | 11 | 4 | 3  | 33 | 18 | +15  |
| 4    | Tauranga City United AFC    | 32  | 18 | 9  | 5 | 4  | 36 | 18 | +18  |
| 5    | Canterbury United (P)       | 28  | 18 | 8  | 4 | 6  | 31 | 30 | +1   |
| 6    | Manawatu United             | 22  | 18 | 7  | 1 | 10 | 32 | 43 | -11  |
| 7    | Central United FC (T)       | 17  | 18 | 5  | 2 | 11 | 25 | 46 | -21  |
| 8    | Dunedin Technical AFC       | 15  | 18 | 4  | 3 | 11 | 19 | 32 | -13  |
| 9    | University-Mount Wellington | 15  | 18 | 3  | 6 | 9  | 21 | 36 | -15  |
| 10   | Waitakere City FC           | 8   | 18 | 2  | 2 | 14 | 18 | 44 | -26  |

|  | Participation à la phase finale                                                                      |
|  | Participation aux play-offs de promotion-relégation                                                  |
|  | (T) : Tenant du titre (C) : Vainqueur de la Coupe de Nouvelle-Zélande (P) : Promu de Regional League |

- University-Mount Wellington quitte le championnat en fin de saison. La place laissée vacante en National Soccer League est récupérée par le club de East Auckland, qui est une sélection de joueurs de plusieurs clubs de la ville d'Auckland.

### Phase finale
|  | Quarts de finale | Quarts de finale   | Quarts de finale |  |   | Demi-finale        | Demi-finale | Demi-finale |   |                    | Finale              | Finale              | Finale              |
|  |                  |                    |                  |  |   |                    |             |             |   |                    |                     |                     |                     |
|  | 26 mai           |                    |                  |  |   |                    |             |             |   |                    |                     |                     |                     |
|  | 1                | Napier City Rovers | 0                |  |   |                    |             |             |   |                    | 8 juin à Wellington | 8 juin à Wellington | 8 juin à Wellington |
|  | 2                | Miramar Rangers    | 3                |  |   | 1er juin           | 1er juin    | 1er juin    |   |                    | 2                   | Miramar Rangers     | 3                   |
|  |                  |                    |                  |  | 1 | Napier City Rovers | 5           |             | 1 | Napier City Rovers | 1                   |                     |                     |
|  | 26 mai           | 26 mai             | 26 mai           |  | 4 | Tauranga City      | 3           |             |   |                    |                     |                     |                     |
|  | 3                | North Shore Utd    | 0                |  |   |                    |             |             |   |                    |                     |                     |                     |
|  | 4                | Tauranga City      | 1                |  |   |                    |             |             |   |                    |                     |                     |                     |

## Bilan de la saison
| Championnat de Nouvelle-Zélande de football 2002                             |                                 |
| Champion                                                                     | Miramar Rangers AFC (1er titre) |
| Coupes et trophées                                                           |                                 |
| Vainqueur de la Coupe de Nouvelle-Zélande 2002                               | Napier City Rovers              |
| Promotions et relégations                                                    |                                 |
| Promus en Championnat de Nouvelle-Zélande de football                        | East Auckland AFC               |
| Promus en Championnat de Nouvelle-Zélande de football                        | Caversham AFC                   |
| Relégués en Championnat de Nouvelle-Zélande de football de deuxième division | University-Mount Wellington     |
| Relégués en Championnat de Nouvelle-Zélande de football de deuxième division | Waitakere City FC               |